# فرناندو چرکیو
فرناندو چرکیو (ایتالیایی: Fernando Cerchio؛ ۷ اوت ۱۹۱۴ – ۱۹ اوت ۱۹۷۴) یک کارگردان و فیلم‌نامه‌نویس اهل ایتالیا بود.
از جمله آثار او می‌توان به هیرود بزرگ، تهاجم ۱۷۰۰، الهه عشق و رژ لب اشاره کرد.
او بین سال‌های ۱۹۴۰ تا ۱۹۷۲ بیش از ۳۰ فیلم را کارگردانی کرد.